# Завладяването на Константинопол
„Завладяването на Константинопол“ (на френски: De la Conquête de Constantinople) е най-старото оцеляло произведение на френската историческа проза и е сред основните исторически източници за Четвъртия кръстоносен поход.
Произведението представлява хроника на приготовленията за похода и превземането на византийската столица Константинопол на 13 април 1204 г. Автор е Жофроа дьо Вилардуен – френски рицар и кръстоносец, пряк участник в описаните събития. Поради това и хрониката на места силно напомня за пътепис въпреки епическия стил, в който е написана.

## Разпространение
Хрониката е издадена за първи път през 1572 г. във Венеция по нареждане на Съвета на десетте. Съчинението на Жофроа дьо Вилардуен е достигнало до наши дни в 6 ръкописа, 1 от които е собственост на Бодлианската библиотека в Оксфорд, а останалите 5 се съхраняват в Националната библиотека в Париж.
„Завладяването на Константинопол“ има 3 издания на български:
1. „Завладяването на Цариград“, София, поредица „Българска историческа библиотека“, под ред. на Стр. Славчев, 1947 г.
2. „Завладяването на Константинопол“, София, издателство „Наука и изкуство“, 1985 г.
3. „Завладяването на Константинопол“, София, Издателство на БАН „Проф. Марин Дринов“, 2000 г.